# Francesco Arca
 (juin 2022).
Francesco Arca  est né le 19 novembre 1979 à Sienne, c'est un acteur de télévision et de cinéma italien. Il est surtout connu pour avoir joué le rôle du commissaire Marco Terzani dans la série Rex, chien flic,,,.

## Carrière

### Cinéma
- Allacciate le cinture (2014) - Rôle: Antonio
- 007 Spectre (2015)

### Télévision
- Rex, chien flic
- Les Destins du cœur
- Fosca Innocenti